# Fabrizio Miccoli
Fabrizio Miccoli (Nardò, 27 de junho de 1979) é um ex-futebolista italiano que atuava como atacante.
Começou a carreira no Casarano, Série B italiana, mas foi no Perugia (Série A) que se deu a conhecer ao mundo do futebol, valendo-lhe em 2003 a sua estreia pela selecção A italiana. Vinculado à Juventus, regressou no verão de 2003 à Vecchia Signora e, apesar das suas qualidades, a sua utilização por parte de Marcello Lippi e Fabio Capello, durante 1 ano, foi intermitente, com muitos altos e baixos.
No verão de 2005, no último dia de mercado, assinou um contrato de empréstimo válido por uma temporada com o Benfica, campeão português em título, na esperança de conquistar um lugar na squadra azzurra para o Mundial de 2006 na Alemanha. Com a crise em redor da Juventus e ameaças de despromoção, o Benfica tentou a todo custo assegurar a contratação de Miccoli a título definitivo, tendo conseguido garantir apenas o empréstimo do avançado italiano até ao final da época de 2006-07, desta vez, sem opção de compra sobre o passe de Miccoli.
Ao serviço do Benfica marcou golos importantes na Liga dos Campeões contra os franceses do Lille e contra o Liverpool permitindo a passagem as quartas de final da prova onde viria a ser eliminado pelo Barcelona.
Bastante atacado por lesões a sua primeira temporada no Benfica não correu da melhor forma, tendo apenas marcado 4 golos em 17 dos 34 jogos da Liga Bwin em que jogou. Na temporada seguinte apesar das lesões não estarem totalmente debeladas, fez uma excelente segunda parte do campeonato onde marcou 10 gols em 22 jogos.
Na temporada 2007-08, o Benfica tentou novo empréstimo mas a Juventus, que ao princípio dava indicações de querer incluí-lo no elenco, sempre se mostrou renitente, exigindo negociar em definitivo o seu passe por troca com Luisão, zagueiro do Benfica, mas o clube português que pretendia segurar uma das suas joias não concordou com o negócio. O Porto também mostrou interesse, incluindo no negócio o defesa Pepe, mas Miccoli sempre garantiu que, em Portugal, apenas jogaria no Benfica, após 2 anos de grande empatia com os torcedores do clube que cedo se renderam ao atleta.
Após um longo período de indefinição, em 5 de julho de 2007, o jogador foi negociado com o Palermo, que apresentou uma proposta concreta de 4,3 milhões de euros.

## Títulos

### Juventus
- Supercoppa Italiana: 2003
- Coppa Italia: Runner-up 2003–04

### Benfica
- Supertaça Cândido de Oliveira: 2005

### Palermo
- Coppa Italia: vice 2010–11

### Individual
- Coppa Italia – Artilheiro: 2002–03 (5 goals)